# Station Tackley
Tackley is een spoorwegstation van National Rail in Tackley, West Oxfordshire in Engeland. Het station is eigendom van Network Rail en wordt beheerd door Great Western Railway. Het station is geopend in 1931.

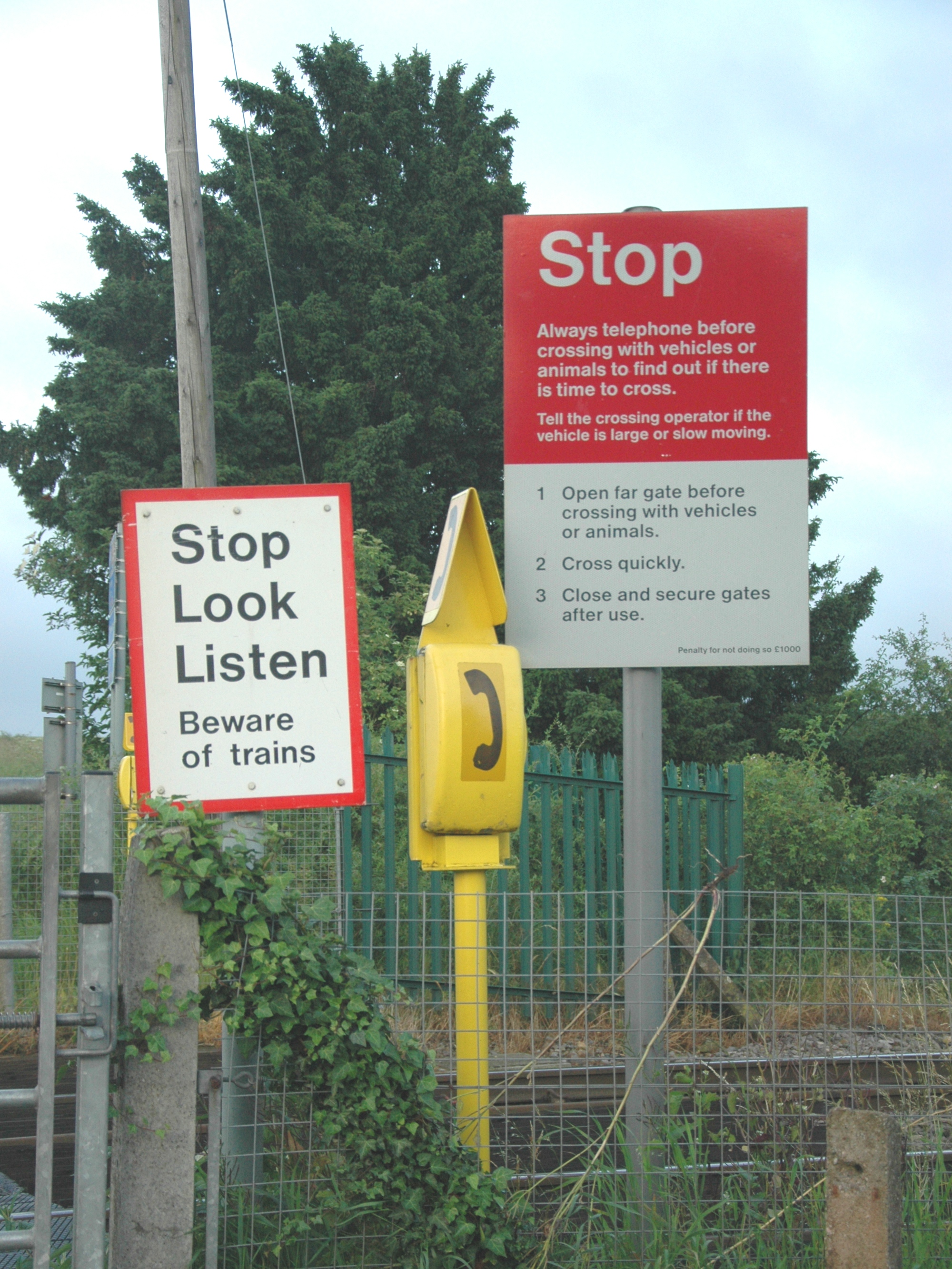
Waarschuwingsbord bij overweg
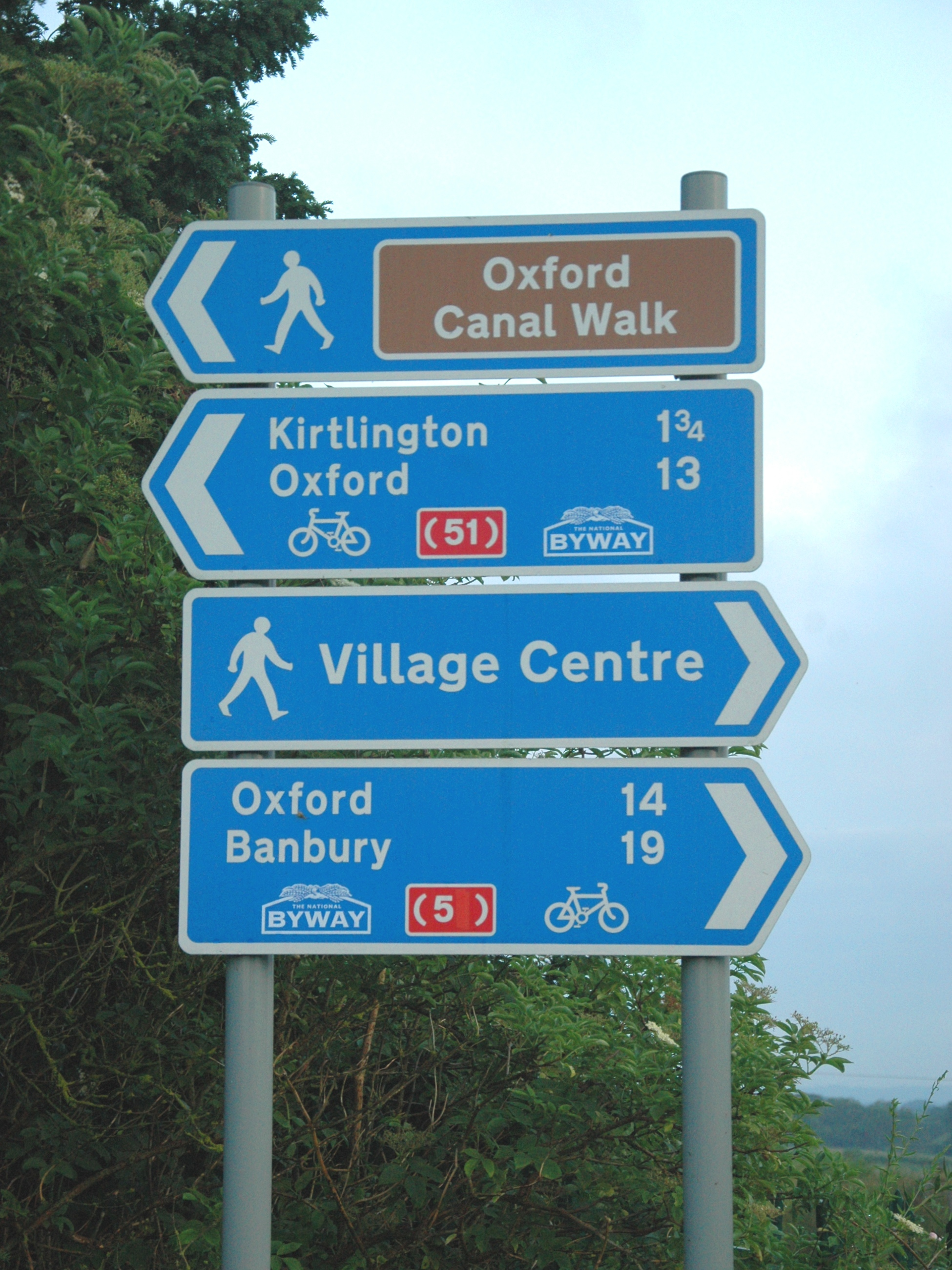
Indicatie verbindingen bij overweg